# بتل ارينا توشيندن
بتل ارينا توشيندن (بالإنجليزية:Battle Arena Toshinden) لعبة فيديو قتالية من تطوير شركة تام سوفت ونشر وتوزيع شركة تومي صدرت لأول مره في 1 يناير 1995 في اليابان وتعمل على عده منصات منها جهاز بلاي ستيشن وسيجا ساترن وغيرها.
في عام 2018 ظهرت اللعبة على جهاز بلاي ستيشن كلاسيك.

## روابط خارجية
- بتل ارينا توشيندن على موقع IMDb (الإنجليزية)

- بتل ارينا توشيندن على موبي غيمز